# Coleonyx elegans
Coleonyx elegans är en ödleart som beskrevs av  Gray 1845. Coleonyx elegans ingår i släktet Coleonyx och familjen geckoödlor.

## Underarter
Arten delas in i följande underarter:
- C. e. nemoralis
- C. e. elegans